# علویان (مراکش)
خاندان علویان (به عربی: سلالة العلویون (المغرب)) نام خاندانی است که اکنون بر مراکش پادشاهی می‌کند.
این نام از بنیان‌گذار این سلسله پادشاهی مولا علی شریف گرفته شده‌است. علی شریف در ۱۶۳۱ شاه تافیلالت شد.

## فرمانروایان

### در تافیلالت
| ردیف | نام               | دوران زندگی | زمان فرمانروایی |
| ---- | ----------------- | ----------- | --------------- |
| ۱    | مولا علی شریف     | نامعلوم     | ۱۶۳۱-۱۶۳۵       |
| ۲    | محمد              | نامعلوم     | ۱۶۳۵-۱۶۶۴       |
| ۳    | رشید ابن علی شریف | ۱۶۳۱-۱۶۷۲   | ۱۶۶۴-۱۶۶۶       |

| دودمان‌های فرمانروا در مراکش  |
| ادریسیان (۷۸۰-۹۷۴) (عرب)     |
| مغراوه (۹۸۷-۱۰۷۰) (بربر)     |
| مرابطان (۱۰۷۳-۱۱۴۷) (بربر)   |
| موحدون (۱۱۴۷-۱۲۶۹) (بربر)    |
| مرینیان (۱۲۵۸-۱۴۲۰) (بربر)   |
| وطاسیان (۱۴۲۰-۱۵۴۷) (بربر)   |
| سعدیان (۱۵۵۴-۱۶۵۹) (عرب)     |
| علویان (۱۶۶۶- تا کنون) (عرب) |

### در سراسر مراکش
| ردیف | نام                             | دوران زندگی | زمان فرمانروایی |
| ---- | ------------------------------- | ----------- | --------------- |
| ۱    | رشید ابن علی شریف               | ۱۶۳۱-۱۶۷۲   | ۱۶۶۶-۱۶۷۲       |
| ۲    | اسماعیل ابن علی شریف            | ۱۶۳۴-۱۷۲۷   | ۱۶۷۲-۱۷۲۷       |
| ۳    | احمد ذهبی ابن اسماعیل           | ۱۶۷۷-۱۷۲۹   | ۱۷۲۷-۱۷۲۸       |
| ۴    | عبد ملک ابن اسماعیل             | نامعلوم     | ۱۷۲۸-۱۷۲۸       |
| ۵    | احمد ذهبی ابن اسماعیل - بار دوم | ۱۶۷۷-۱۷۲۹   | ۱۷۲۸-۱۷۲۹       |
| ۶    | عبدالله ابن اسماعیل             | ۱۶۹۴-۱۷۵۷   | ۱۷۲۹-۱۷۳۵       |
| ۷    | علی اعرج ابن اسماعیل            | نامعلوم     | ۱۷۳۵-۱۷۳۶       |
| ۸    | عبدالله ابن اسماعیل- بار دوم    | ۱۶۹۴-۱۷۵۷   | ۱۷۳۶-۱۷۳۶       |
| ۹    | مولا محمد ابن اسماعیل           | نامعلوم     | ۱۷۳۶-۱۷۳۸       |
| ۱۰   | مستضیا                          | ۱۷۵۹        | ۱۷۳۸-۱۷۴۰       |
| ۱۱   | عبدالله ابن اسماعیل- بار سوم    | ۱۶۹۴-۱۷۵۷   | ۱۷۴۰-۱۷۴۵       |
| ۱۲   | عل زین العابدین ابن اسماعیل     | نامعلوم     | ۱۷۴۵-۱۷۴۵       |
| ۱۳   | عبدالله ابن اسماعیل- بار چهارم  | ۱۶۹۴-۱۷۵۷   | ۱۷۴۵-۱۷۵۷       |
| ۱۴   | محمد سوم ابن عبدالله            | ۱۷۹۰        | ۱۷۵۷-۱۷۹۰       |
| ۱۵   | یزید ابن محمد                   | ۱۷۵۰-۱۷۹۲   | ۱۷۹۰-۱۷۹۲       |
| ۱۶   | هشام ابن محمد                   | ۱۷۹۹        | ۱۷۹۵-۱۷۹۷       |
| ۱۷   | سلیمان ابن محمد                 | ۱۷۶۰-۱۸۲۲   | ۱۷۹۷-۱۸۲۲       |
| ۱۸   | عبدالرحمن ابن هشام              | ۱۷۹۰-۱۸۵۹   | ۱۸۲۲-۱۸۵۹       |
| ۱۹   | محمد چهارم ابن ععبدالرحمن       | ۱۸۷۳        | ۱۸۵۹-۱۸۷۳       |
| ۲۰   | حسن اول ابن محمد                | ۱۸۳۰-۱۸۹۴   | ۱۸۷۳-۱۸۹۴       |
| ۲۱   | عبدالعزیز ابن حسن               | ۱۸۷۸-۱۹۴۳   | ۱۸۹۴-۱۹۰۸       |
| ۲۲   | عبدالحفیظ ابن حسن               | ۱۸۷۵-۱۹۳۷   | ۱۹۰۸-۱۹۱۲       |
| ۲۳   | یوسف ابن حسن                    | ۱۸۸۱-۱۹۲۷   | ۱۹۱۲-۱۹۲۷       |
| ۲۴   | محمد پنجم ابن یوسف              | ۱۹۰۹-۱۹۶۱   | ۱۹۲۷-۱۹۶۱       |
| ۲۵   | حسن دوم ابن محمد                | ۱۹۲۹-۱۹۹۹   | ۱۹۶۱-۱۹۹۹       |
| ۲۶   | محمد ششم ابن حسن                | ۱۹۶۳        | ۱۹۹۹ تا کنون    |